# Tel Dan
Tel Dan (in ebraico תל דן‎?, tel Dan, "la collina di Dan"; in arabo تل القاضي‎?, tall al-Qāḍī, "la collina del giudice", traduzione letterale del nome ebraico visto che il nome Dan significa proprio "giudice", "colui che giudica") è un sito archeologico israeliano in alta Galilea, vicino alle Alture del Golan. Il sito è identificato quasi con certezza con la città biblica di Dan, la città più settentrionale del Regno di Israele, che secondo l'Antico Testamento era conosciuta come Lesem o Lais (Giosuè 19,47; Giudici 18,7.27-29) prima della conquista da parte della tribù di Dan. 
A causa della sua posizione vicino alla frontiera con il Libano e nell'estremo nord del territorio sottoposto al Mandato britannico, Tel Dan ha avuto in tempi moderni una storia lunga e contestata, soprattutto durante la guerra dei sei giorni del 1967.

## Descrizione
I ritrovamenti sul sito risalgono all'era neolitica (intorno al 4500 a.C.); dai resti trovati, tra i quali mura larghe 0,8 metri e frammenti di ceramica, sembra che il sito fosse stato occupato - appunto nel neolitico - per vari secoli, prima di essere abbandonato per circa mille anni.
All'interno dei resti delle mura, vicino all'entrata della porta esterna, è stato ritrovato un frammento che, a quanto pare, originariamente apparteneva a una stele. Questo frammento di basalto, la Stele di Tel Dan, contiene un'iscrizione in aramaico, che si riferisce a uno dei re aramei di Damasco: la maggior parte degli studiosi ritiene che il re di cui si parla sia Hazael (840 a.C.), ma una minoranza sostiene che invece il frammento faccia riferimento a Ben Adad (802 BCE). Della iscrizione resta molto poco, ma il testo sembra contenere le lettere 'ביתד וד'   (BETD WD; le lettere si "W" e "D", tuttavia, sono scritte in un angolo, con uno certo scarto rispetto a "BETD"), che la maggior parte degli archeologi concorda nell'interpretare come "Casa di Davide" (in ebraico בית דוד‎?, Beyt Dawid; in ebraico normalmente non si scrivono le vocali). Quindi l'importanza della stele sta nel fatto che per la prima volta è stato trovato il nome del re Davide in un sito archeologico che risale a un'epoca precedente al 500 a.C.

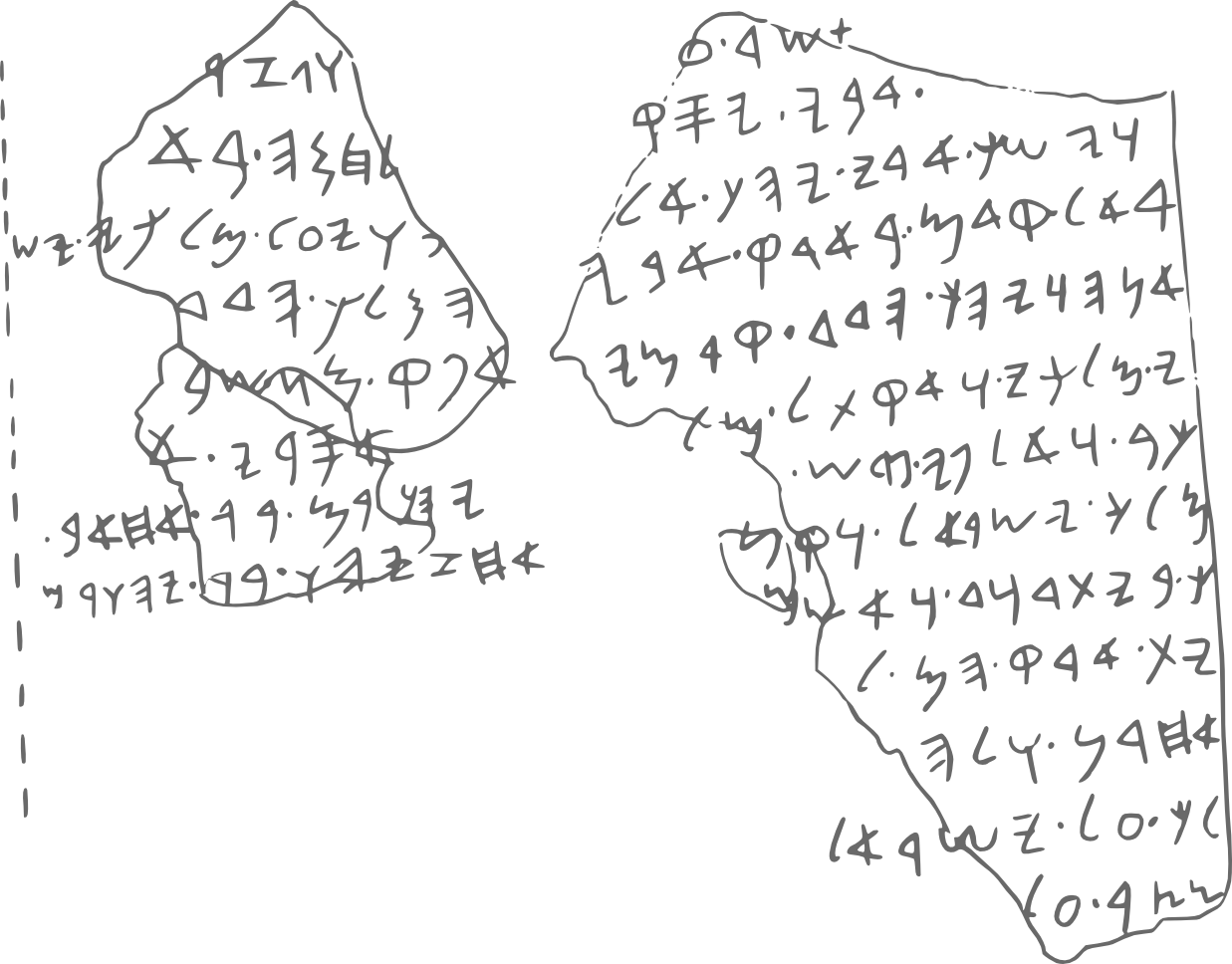
La stele di Tel Dan

Nel 1992, durante i lavori eseguiti per presentare il sito ai visitatori, fu rimosso un cumulo di macerie che risaliva al tempo della distruzione della città da parte degli Assiri di Tiglatpileser III nel 733-732 a.C. Inaspettatamente fu scoperto una porta di ingresso alla città fino a quel momento sconosciuta. Il complesso della porta portava a un cortile lastricato di pietra dove si ergeva una bassa piattaforma di pietra. Questa è stata identificata da alcuni letteralisti biblici come il podio del vitello d'oro che secondo la Bibbia fu collocato lì da Geroboamo.
All'estremità ovest del tel è ben conservata e visitabile una porta di accesso alla città, risalente probabilmente al secolo XIX a.C. e che per alcuni interpreti letteralisti della Bibbia corrisponderebbe alla porta attraverso cui Abramo sarebbe entrato nella terra di Canaan, provenendo da Ur dei Caldei.